# أمبروسيو باديلا
أمبروسيو باديلا هو مؤلف وكاتب ولاعب كرة سلة وأستاذ جامعي وسياسي فلبيني، ولد في 7 ديسمبر 1910 في لينغاين في الفلبين، وتوفي في 11 أغسطس 1996 في مدينة كيزون في الفلبين. انتخب عضو مجلس الشيوخ الفلبيني ‏ وانتخب Minority Floor Leader of the Senate of the Philippines ‏ وانتخب Philippine Constitutional Commission of 1986 ‏.

## وصلات خارجية
- أمبروسيو باديلا على موقع سبورتس رفرنس (الإنجليزية)
- أمبروسيو باديلا على موقع أوليمبيديا (الإنجليزية)